# Primera División (Chile) 2020
Die Primera División 2020, auch unter dem Namen Campeonato Nacional AFP PlanVital 2020 bekannt, war die 104. Saison der Primera División, der höchsten Spielklasse im Fußball in Chile. Die Saison begann am 24. Januar 2020 und endete am 17. Februar 2021. Wegen der Covid-19-Pandemie wurde die Saison vom 18. März bis 29. August unterbrochen.
Die Meisterschaft ging an Universidad Católica, die ihren Titel erfolgreich verteidigen konnten und damit zum 15. Mal insgesamt sowie zum dritten Mal in Folge den Titel holten. Neben Coquimbo Unido und Deportes Iquique musste auch Universidad de Concepción absteigen, das das Relegationsspiel gegen Colo-Colo mit 0:1 verloren hatte. Torschützenkönig wurde der Argentinier Fernando Zampedri, der für Universidad Católica spielt.

## Modus
Seit 2017 wird die Meisterschaft wieder in Hin- und Rückrunde unterteilt. Das Meisterschaftsjahr entspricht dem Kalenderjahr. Alle Vereine der Primera División treffen anhand eines vor der Saison festgelegten Spielplans zweimal aufeinander; je einmal im eigenen Stadion und einmal im Stadion des Gegners.
Für die Gruppenphase der Copa Libertadores 2021 qualifizieren sich Meister und Vizemeister. Der Tabellendritte und der -vierte qualifizieren sich für die zweite Runde der Copa Libertadores. Die Mannschaften auf den Plätzen fünf bis acht nehmen an der Copa Sudamericana 2021 teil.
2019 wurde die Saison wegen der Proteste im Land abgebrochen, daher wurde die Abstiegsregelung im Vorjahr ausgesetzt. Die Primera División wurde daraufhin auf 18 Teams aufgestockt und auf drei Absteiger für 2020 erweitert. Die Teams auf dem letzten Tabellenplatz nach 34 Spieltagen sowie auf dem letzten Platz der Abstiegstabelle steigen direkt in die 2. Liga, die Primera B, ab. Das schlechtplatzierteste Team der Jahrestabelle, das nicht direkt abgestiegen ist, nimmt an der Relegation gegen das schlechtplatzierteste Team der Abstiegstabelle, das nicht direkt abgestiegen ist, teil.

## Teilnehmer 2020
Folgende Vereine nehmen an der Meisterschaft 2020 teil:
| Mannschaft                | Stadt             | Stadion                                 | Kapazität |
| ------------------------- | ----------------- | --------------------------------------- | --------- |
| Audax Italiano            | Santiago de Chile | Estadio Bicentenario de La Florida      | 12.000    |
| Cobresal                  | El Salvador       | Estadio El Cobre                        | 20.752    |
| Colo-Colo                 | Santiago de Chile | Estadio Monumental                      | 47.347    |
| Coquimbo Unido            | Coquimbo          | Estadio Francisco Sánchez Rumoroso      | 18.000    |
| Curicó Unido              | Curicó            | Estadio La Granja                       | 08.278    |
| Deportes Antofagasta      | Antofagasta       | Estadio Regional de Antofagasta         | 21.178    |
| Everton                   | Viña del Mar      | Estadio Sausalito                       | 23.423    |
| Huachipato                | Talcahuano        | Estadio Huachipato-CAP Acero            | 10.500    |
| O’Higgins                 | Rancagua          | Estadio El Teniente                     | 13.849    |
| Deportes Iquique          | Iquique           | Estadio Tierra de Campeones             | 12.000    |
| Deportes La Serena        | La Serena         | Estadio La Portada                      | 18.500    |
| Palestino                 | Santiago de Chile | Estadio Municipal de La Cisterna        | 12.000    |
| Santiago Wanderers        | Valparaíso        | Estadio Elías Figueroa Brander          | 18.500    |
| Unión Española            | Santiago de Chile | Estadio Santa Laura                     | 22.000    |
| Unión La Calera           | La Calera         | Estadio Municipal Nicolás Chahuán Nazar | 10.000    |
| Universidad Católica      | Santiago de Chile | Estadio San Carlos de Apoquindo         | 14.000    |
| Universidad de Chile      | Santiago de Chile | Estadio Nacional de Chile               | 49.000    |
| Universidad de Concepción | Concepción        | Estadio Municipal de Concepción         | 33.000    |

## Tabelle
| Pl.             | Verein                    | Sp. | S  | U  | N  | Tore    | Diff. | Punkte |
| --------------- | ------------------------- | --- | -- | -- | -- | ------- | ----- | ------ |
| 1.              | Universidad Católica (M)  | 34  | 18 | 11 | 5  | 065:350 | +30   | 65     |
| 2.              | Unión La Calera           | 34  | 17 | 6  | 11 | 059:410 | +18   | 57     |
| 3.              | Universidad de Chile      | 34  | 13 | 13 | 8  | 049:330 | +16   | 52     |
| 4.              | Unión Española            | 34  | 14 | 10 | 10 | 055:530 | +2    | 52     |
| 5.              | CD Palestino              | 34  | 14 | 9  | 11 | 049:450 | +4    | 51     |
| 6.              | Deportes Antofagasta      | 34  | 12 | 12 | 10 | 043:420 | +1    | 48     |
| 7.              | CD Cobresal               | 34  | 13 | 8  | 13 | 045:400 | +5    | 47     |
| 8.              | CD Huachipato             | 34  | 13 | 7  | 14 | 043:440 | −1    | 46     |
| 9.              | Curicó Unido              | 34  | 13 | 7  | 14 | 040:520 | −12   | 46     |
| 10.             | CD O’Higgins              | 34  | 12 | 9  | 13 | 040:390 | +1    | 45     |
| 11.             | Santiago Wanderers (N)    | 34  | 12 | 8  | 14 | 042:530 | −11   | 44     |
| 12.             | Everton                   | 34  | 10 | 13 | 11 | 037:410 | −4    | 43     |
| 13.             | Audax Italiano            | 34  | 10 | 11 | 13 | 047:500 | −3    | 41     |
| 14.             | Universidad de Concepción | 34  | 9  | 14 | 11 | 038:460 | −8    | 41     |
| 15.             | Deportes La Serena (N)    | 34  | 10 | 9  | 15 | 034:430 | −9    | 39     |
| 16.             | CSD Colo-Colo (P)         | 34  | 9  | 12 | 13 | 033:430 | −10   | 39     |
| 17.             | Deportes Iquique          | 34  | 9  | 11 | 14 | 038:460 | −8    | 38     |
| 18.             | Coquimbo Unido            | 34  | 8  | 9  | 17 | 033:460 | −13   | 33     |
| Stand: Endstand |                           |     |    |    |    |         |       |        |

| (M) | Vorjahresmeister     |
| (P) | Vorjahrespokalsieger |
| (N) | Aufsteiger           |

## Abstiegstabelle
Es werden die Punkte der letzten beiden Spielzeiten ermittelt. Saison 2019 geht mit 60 % und 2020 mit 40 % in die Bewertung ein. Das Team mit dem schlechtesten Punktedurchschnitt steigt direkt ab. Das Team mit dem zweitschlechtesten Punktedurchschnitt spielt das Relegationsspiel. Sind beide Teams bereits durch die Liga- und Abstiegstabelle abgestiegen, so muss der Drittletzte in die Relegation. Die unterschiedliche Anzahl an Spielen im Jahr 2019 liegt am Abbruch der Saison.
| Rang | Verein                    | Sp. 2019  | Pkt. 2019 | Sp. 2020 | Pkt. 2020 | Sp. Total | Pkt. Total | Mittelwert |
| ---- | ------------------------- | --------- | --------- | -------- | --------- | --------- | ---------- | ---------- |
| 01.  | Universidad Católica      | 24        | 53        | 34       | 65        | 58        | 118        | 2,09       |
| 02.  | Unión La Calera           | 25        | 37        | 34       | 57        | 59        | 94         | 1,559      |
| 03.  | CD Palestino              | 24        | 38        | 34       | 51        | 58        | 89         | 1,55       |
| 04.  | CSD Colo-Colo             | 24        | 40        | 34       | 39        | 58        | 79         | 1,459      |
| 05.  | Unión Española            | 25        | 34        | 34       | 52        | 59        | 86         | 1,428      |
| 06.  | CD Huachipato             | 24        | 34        | 34       | 46        | 58        | 80         | 1,391      |
| 07.  | CD O’Higgins              | 24        | 34        | 34       | 45        | 58        | 79         | 1,379      |
| 08.  | CD Cobresal               | 25        | 34        | 34       | 47        | 58        | 81         | 1,368      |
| 09.  | Audax Italiano            | 24        | 34        | 34       | 41        | 58        | 75         | 1,332      |
| 10.  | Santiago Wanderers        | Primera B | Primera B | 34       | 44        | 34        | 44         | 1,294      |
| 11.  | Coquimbo Unido            | 24        | 34        | 34       | 35        | 58        | 69         | 1,262      |
| 12.  | Deportes Antofagasta      | 24        | 27        | 34       | 48        | 58        | 75         | 1,24       |
| 13.  | Everton                   | 24        | 29        | 34       | 43        | 58        | 72         | 1,231      |
| 14.  | Universidad de Chile      | 24        | 24        | 34       | 52        | 58        | 76         | 1,212      |
| 15.  | Curicó Unido              | 24        | 26        | 34       | 46        | 58        | 72         | 1,191      |
| 16.  | Deportes La Serena        | Primera B | Primera B | 34       | 37        | 34        | 37         | 1,147      |
| 17.  | Universidad de Concepción | 24        | 23        | 34       | 41        | 59        | 64         | 1,057      |
| 18.  | Deportes Iquique          | 25        | 25        | 34       | 38        | 58        | 63         | 1,047      |

|  | Relegation               |
|  | Abstieg in die Primera B |

## Relegationsspiel
| Datum     |               | Ergebnis |                           | Ort                            |
| --------- | ------------- | -------- | ------------------------- | ------------------------------ |
| 27.2.2020 | CSD Colo-Colo | 1:0      | Universidad de Concepción | Estadio Fiscal de Talca, Talca |

Damit bleibt Colo-Colo in der Primera División und Universidad de Concepción spielt in der Saison 2021 in der Primera B.

## Beste Torschützen
| Rang | Spieler           | Klub                      | Tore |
| ---- | ----------------- | ------------------------- | ---- |
| 1    | Fernando Zampedri | Universidad Católica      | 20   |
| 2    | Joaquín Larrivey  | Universidad de Chile      | 19   |
| 3    | Cecilio Waterman  | Universidad de Concepción | 17   |
| 4    | Cristian Palacios | Unión Española            | 15   |
|      | Juan Sánchez      | CD Huachipato             | 15   |
| 6    | Andrés Vilches    | Unión La Calera           | 14   |
| 7    | Juan Cuevas       | Everton                   | 13   |
|      | Enzo Gutiérrez    | Santiago Wanderers        | 13   |